# Kapohreule
Die Kapohreule (Asio capensis) ist eine Art aus der Familie der Eigentlichen Eulen. Sie kommt ausschließlich auf dem afrikanischen Kontinent sowie Madagaskar vor. Sie galt lange Zeit als eng verwandt mit der Sumpfohreule. Die Ornithologen Claus König und Friedhelm Weick bestreiten dies und führen die Ähnlichkeiten in Lebensweise und äußerem Erscheinungsbild auf eine konvergente Entwicklung zurück.

## Erscheinungsbild
Mit einer Körpergröße von etwa 29 bis 38 Zentimetern ist die Kapohreule eine mittelgroße Vertreterin ihrer Gattung. Wie alle Ohreulen hat sie Federohren. Sie sind bei der Kapohreule allerdings sehr klein und werden bei Feldbeobachtungen häufig nicht wahrgenommen. Der Gesichtsschleier ist blass braun mit einem dunklen Rand und einer auffälligen Begrenzung am Rand. Das gesamte Körpergefieder ist erdfarben. Auf der Körperunterseite weisen einige Individuen eine feine Sprenkelung auf.
Verwechslungsmöglichkeiten bestehen mit der Sumpfohreule, die jedoch eher blässlich gelbbraun gefiedert ist. Die Äthiopien-Ohreule und die Madagaskar-Ohreule haben im Gegensatz zur Kapohreule sehr auffällige Federohren. Auch die verschiedenen Uhuarten, die im Verbreitungsgebiet der Kapohreule vorkommen, unterscheiden sich durch die auffälligeren Federohren sowie durch ihre größere Körpergröße.

## Verbreitung und Lebensraum
Das Verbreitungsgebiet der Kapohreule ist nicht zusammenhängend. Eine isolierte Population lebt in Marokko, weitere Populationen finden sich südlich der Sahara. Dort reicht das Verbreitungsgebiet von Senegal und Gambia sowie Äthiopien bis zur Kap-Provinz in Südafrika. Grundsätzlich ist die Kapohreule ein Standvogel. Einzelne Populationen südlich der Sahara zeigen jedoch auch Wanderbewegungen und einzelne Irrgäste wurden schon im Süden der Iberischen Halbinsel sowie auf den kanarischen Inseln beobachtet. Wanderbewegungen sind dabei in der Regel Ausdruck knapper werdender Nahrungsressourcen oder Reaktion auf Buschbrände und Überflutungen.
Der Lebensraum der Kapohreule sind offene Landschaften. Sie nutzt dabei so unterschiedliche Lebensräume wie Marschland in Küstenregionen sowie Savannen. Ein Vorhandensein von Bäumen ist keine Voraussetzung für die Besiedelung eines Lebensraumes. Sie fehlt in Waldgebieten, Felswüsten oder felsigen Landschaften sowie Wüsten.

## Lebensweise

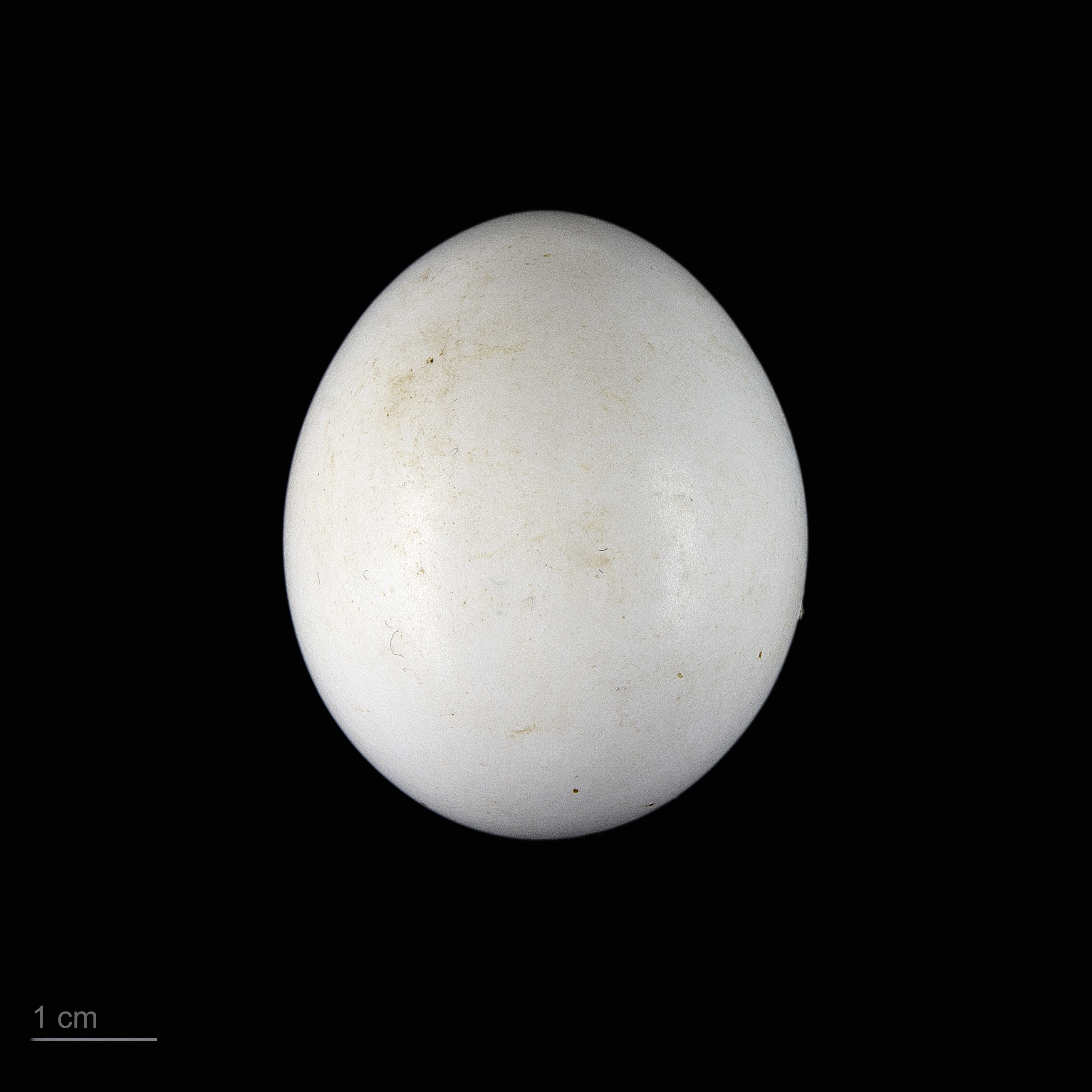
Asio capensis tingitanus, Sammlung Museum von Toulouse

Die Kapohreule ist eine dämmerungs- und nachtaktive Eulenart. An wolkenverhangenen Tagen jagt sie gelegentlich auch während des Tages. Außerhalb der Fortpflanzungszeit kann sie manchmal in kleinen Trupps beobachtet werden. Sie übertagt normalerweise auf dem Erdboden und sitzt dann gelegentlich unter überhängenden Grasbüscheln oder ähnlicher Vegetation. In Nestnähe verhält sie sich aggressiv und zeigt auch Verleitungsverhalten.
In ihrem Nahrungsspektrum ist sie sehr variabel. In der Regel machen kleine Säuger den Hauptanteil an ihrem Beutespektrum aus. Einige Kapohreulen schlagen jedoch bevorzugt Kleinvögel. Zu Beutetieren zählen Mäuse, Wühlmäuse, Ratten, junge Hasen, Fledermäuse, Vögel bis zur Größe kleiner Enten und Tauben, Frösche, Reptilien, Käfer und Grashüpfer.
Die Kapohreule ist während der Fortpflanzungszeit territorial. Allerdings sind auch schon lose Brutkolonien beobachtet worden. Die Jagdterritorien benachbarter Brutpaare können sich dabei überlappen. Die Fortpflanzungszeit beginnt mit der einsetzenden Trockenzeit. In der Regel umfasst das Gelege drei Eier. Sehr große Gelege können jedoch auch sechs Eier aufweisen. Der Legeabstand beträgt in der Regel zwei Tage. Es brütet nur das Weibchen, das das Brutgeschäft nach der Ablage des ersten Eis aufnimmt. Die Brutdauer für jedes einzelne Ei beträgt zwischen 27 und 28 Tagen. Die Augen der Nestlinge öffnen sich mit etwa sieben Lebenstagen, der Gesichtsschleier ist am 10. Lebenstag bereits sehr gut erkennbar. Mit 70 Tagen sind die Jungvögel vollständig befiedert, sie sind aber in der Regel schon früher in der Lage zu fliegen.

## Belege

### Einzelbelege
1. ↑   König et al., S. 489.
2. ↑   König et al., S. 487.
3. ↑  König et al., S. 488.
4. ↑   König et al., S. 488.